# Fred Linhares
Davys Frederico Teixeira Linhares conhecido como Fred Linhares (Brasília, 26 de janeiro de 1980) é um político brasileiro, filiado ao Republicanos.
É filho do ex-deputado distrital e radialista Silvio Linhares, fundador do programa de rádio Na Policia e nas Ruas. 

## Biografia
Rádio
Iniciou a carreira de jornalista na década de 2000 como repórter do programa do seu pai Na Policia e nas Ruas na rádio Atividade FM, cobrindo a criminalidade em Brasília e cidades do entorno do Distrito Federal no periodo noturno. Somente após se formar em jornalismo passou a integrar a equipe do programa dentro do estudio.
Com a morte de Silvio Linhares, Fred assumiu o comando do programa até os dias atuais. Seu programa radiofonico também passou pelas rádios Clube FM e JK FM entre 2014 e 2018 até retornar a Rádio Atividade FM em 2018.
Televisão
Fred Linhares fez sua estreia pela primeira vez na televisão em 14 de Novembro de 2011, na TV Brasília (afiliada a RedeTV! no Distrito Federal), no comando do programa DF Alerta, marcando a volta do jornalismo policial na emissora desde da extinção do antigo Barra Pesada apresentado pelo ex-deputado distrital Geraldo Naves, utilizando parte da equipe do seu programa de rádio, com nomes conhecidos do público como Cleiton Barbosa, Wagner Relâmpago e Wendell Vilela. Em pouco tempo a emissora passou a disputar a liderança no horário de almoço com outras emissoras, se firmando entre os programas mais assistidos de Brasília. Fred deixa a emissora no fim de janeiro de 2017 e após a sua saída, o DF Alerta passa ser apresentado pela jornalista Nikole Lima.
Em 1º de fevereiro foi contratado pela Record Brasília para apresentar o Balanço Geral DF. A contratação de Fred foi consequência da demissão de Marcão do Povo, que apresentava o programa, que, se envolveu uma polêmica, após declarações racistas relacionadas a cantora Ludmilla ao chama-lá de "macaca".
Nas eleições de 2022, foi eleito deputado federal pelo Distrito Federal com  165.358 votos (2,72% dos votos válidos). 
Em julho de 2025 segundo denuncia do jornal Metrópoles, destinou R$ 74 milhões em emendas parlamentares à Associação Moriá, uma organização suspeita de irregularidades.

## Filmografia

### Televisão
| Ano                     | Título                                        | Emissora            |
| ----------------------- | --------------------------------------------- | ------------------- |
| 2011-2017               | DF Alerta DF Alerta 2ª Edição DF Alerta Turbo | TV Brasília/RedeTV! |
| 2017-2019;2022-presente | Balanço Geral DF                              | Record Brasília     |
| 2019-2022               | Cidade Alerta DF                              | Record Brasília     |